# Coupe d'Europe des vainqueurs de coupe de football 1969-1970
Navigation
Coupe des coupes 1968-1969 Coupe des coupes 1970-1971
La Coupe d'Europe des vainqueurs de coupe 1969-1970 voit le sacre du club de Manchester City qui bat les Polonais de Górnik Zabrze en finale.
C'est le meilleur résultat obtenu par un club polonais. Manchester City remporte ici son premier trophée continental.
C'est l'attaquant du Górnik Zabrze Włodzimierz Lubański, avec 7 réalisations, qui termine meilleur buteur de l'épreuve.

## Tour préliminaire
| Équipe 1     | Résultat | Équipe 2          | Aller | Retour |
| ------------ | -------- | ----------------- | ----- | ------ |
| Rapid Vienne | 1 - 1    | FK Torpedo Moscou | 0 - 0 | e1 - 1 |

## Seizièmes de finale
| Équipe 1             | Résultat | Équipe 2               | Aller  | Retour   |
| -------------------- | -------- | ---------------------- | ------ | -------- |
| Dinamo Zagreb        | 3 - 0    | Slovan BratislavaT     | 3 - 0  | 0 - 0    |
| Dukla Prague         | 1 - 2    | Olympique de Marseille | 1 - 0  | 0 - 2 ap |
| Shamrock Rovers      | 2 - 4    | Schalke 04             | 2 - 1  | 0 - 3    |
| IFK Norrköping       | 5 - 2    | Sliema Wanderers FC    | 5 - 1  | 0 - 1    |
| Athletic Bilbao      | 3 - 6    | Manchester City        | 3 - 3  | 0 - 3    |
| 1. FC Magdebourg     | 2 - 1    | MTK Budapest           | 1 - 0  | 1 - 1    |
| Académica de Coimbra | 1 - 0    | KuPS Kuopio            | 0 - 0  | 1 - 0    |
| Ards FC              | 1 - 3    | AS Rome                | 0 - 0  | 1 - 3    |
| Rapid Vienne         | 3 - 6    | PSV Eindhoven          | 1 - 2  | 2 - 4    |
| Mjøndalen IF         | 2 - 12   | Cardiff City           | 1 - 7  | 1 - 5    |
| ÍB Vestmannaeyja     | 0 - 8    | Levski-Spartak Sofia   | 0 - 4  | 0 - 4    |
| Göztepe Izmir        | 6 - 2    | Union Luxembourg       | 3 - 0  | 3 - 2    |
| BK Frem Copenhague   | 2 - 2    | FC Saint-Gall          | 2 - 1e | 0 - 1    |
| Glasgow Rangers      | 2 - 0    | FC Steaua Bucarest     | 2 - 0  | 0 - 0    |
| Olympiakos Le Pirée  | 2 - 7    | Górnik Zabrze          | 2 - 2  | 0 - 5    |
| K Lierse SK          | 11 - 1   | APOEL Nicosie          | 10 - 1 | 1 - 0    |

## Huitièmes de finale
| Équipe 1               | Résultat | Équipe 2             | Aller | Retour |
| ---------------------- | -------- | -------------------- | ----- | ------ |
| Olympique de Marseille | 1 - 3    | Dinamo Zagreb        | 1 - 1 | 0 - 2  |
| IFK Norrköping         | 0 - 1    | Schalke 04           | 0 - 0 | 0 - 1  |
| 1. FC Magdebourg       | 1 - 2    | Académica de Coimbra | 1 - 0 | 0 - 2  |
| AS Rome                | 1 - 1    | PSV Eindhoven        | 1 - 0 | 0 - 1  |
| Göztepe Izmir          | 3 - 1    | Cardiff City         | 3 - 0 | 0 - 1  |
| Levski-Spartak Sofia   | 4 - 0    | FC Saint-Gall        | 4 - 0 | 0 - 0  |
| Górnik Zabrze          | 6 - 2    | Glasgow Rangers      | 3 - 1 | 3 - 1  |
| K Lierse SK            | 0 - 8    | Manchester City      | 0 - 3 | 0 - 5  |

## Quarts de finale
| Équipe 1             | Résultat | Équipe 2        | Aller  | Retour |
| -------------------- | -------- | --------------- | ------ | ------ |
| Dinamo Zagreb        | 1 - 8    | Schalke 04      | 1 - 3  | 0 - 5  |
| AS Rome              | 2 - 0    | Göztepe Izmir   | 2 - 0  | 0 - 0  |
| Académica de Coimbra | 0 - 1    | Manchester City | 0 - 0  | 0 - 1  |
| Levski-Spartak Sofia | 4 - 4    | Górnik Zabrze   | 3 - 2e | 1 - 2  |

## Demi-finales
| Équipe 1   | Résultat | Équipe 2        | Aller | Retour   | Appui    |
| ---------- | -------- | --------------- | ----- | -------- | -------- |
| Schalke 04 | 2 - 5    | Manchester City | 1 - 0 | 1 - 5    |          |
| AS Rome    | 4 - 4    | Górnik Zabrze   | 1 - 1 | 2 - 2 ap | 1 - 1 ap |

Le Górnik Zabrze se qualifie par tirage au sort.

## Finale
| Équipe 1        | Résultat | Équipe 2      |
| --------------- | -------- | ------------- |
| Manchester City | 2 - 1    | Górnik Zabrze |